# Ambystoma silvensis
Ambystoma silvensis es una especie de salamandras en la familia Ambystomatidae.
Es endémica de México.
Su hábitat natural son los bosques templados, lagos de agua dulce, marismas de agua dulce, áreas de almacenamiento de aguas y estanques.
Está amenazada de extinción debido a la destrucción de su hábitat.